# Splinterenburg

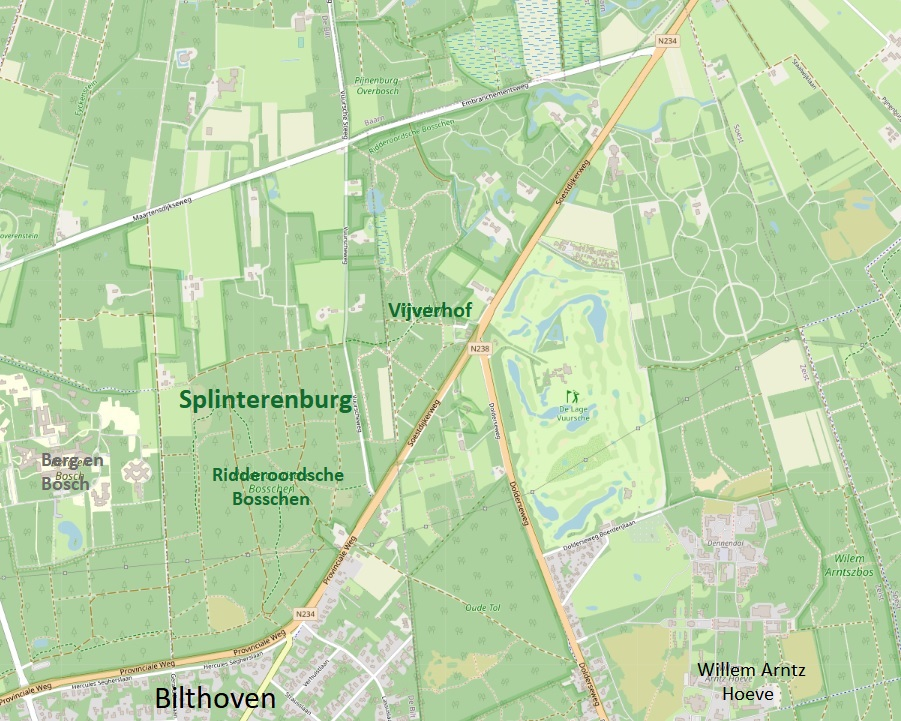
Ligging van Splinterenburg

Landgoed Splinterenburg, vroeger: Splinterenborgh, is een landgoed bij Den Dolder in de Nederlandse provincie Utrecht. Het landgoed ligt tussen de N234 (Soestdijkerweg) en de Maartensdijkseweg in het noorden. Het ligt west van de Vuurscheweg naar Lage Vuursche. Het wordt aan de westzijde begrensd door de Gezichtslaan en de Prof. Bronkhorstlaan bij het voormalige sanatorium Berg en Bosch en de Ridderoordse Bossen.
Het gebied bestaat uit bos en coulisselandschap met weilanden, akkers en vennetjes. Door het gebied loopt wandelroute de Groene Wissel (16 km).

## Geschiedenis
Langs de Pijnenburger Grift was vanaf de 17de eeuw een warande van landgoederen ontstaan. Op landgoed Splinterenburg stond een gelijknamige hofstede.
Toen Gerard van Reede in 1657 grond schonk voor de bouw van de Stulpkerk in Lage Vuursche leverden ook de heren van Splinterenburg, Hooge Vuursche en Pijnenburg een ruime financiële bijdrage.